# Philipp Hermann Rosenkranz
Philipp Hermann Rosenkranz (* 16. April 1836; † 31. August 1925) war ein deutscher Ingenieur und Unternehmer.

## Leben
Philipp Hermann Rosenkranz war der Sohn des Philosophen und Literaturhistorikers Karl Rosenkranz und von Laurette Adeline Aspasie Cécile Rosenkranz, Tochter von Johann Philipp Gruson. Er erwarb auf dem Löbenichtschen Realgymnasium das Einjährigenzeugnis und besuchte danach die Kunstakademie Königsberg, wo er sein Studium jedoch nicht abschloss. Im Anschluss folgte eine Lehrzeit in der Steinfurtschen Eisengießerei und Maschinenfabrik und ein Studium an der Gewerbeakademie Berlin. Sein Dienst als Einjährig-Freiwilliger versah er ebenfalls in Berlin.
Seine Laufbahn als Ingenieur begann Philipp Hermann Rosenkranz in Magdeburg bei Schäffer & Budenberg, wo er nach wenigen Jahren zum Oberingenieur aufstieg. 1867 vertrat er das Unternehmen auf der Pariser Weltausstellung. Zusammen mit zwei Kaufleuten gründete Rosenkranz am 1. Dezember 1870 in Hannover die Firma Dreyer, Rosenkranz & Droop. Die Firma spezialisierte sich auf Dampfkessel-Armaturen und bot auch Sonderbauarten an. Rosenkranz’ besondere Aufmerksamkeit lag dabei auf Indikatoren. So verfasste er das Buch Der Indikator und seine Anwendung, das ursprünglich nur als Anleitung gedacht war, aber zu seinen Lebzeiten insgesamt sieben Auflagen erfuhr. Weitere Konstruktionen von Rosenkranz waren unter anderem Sicherheitsventile, Druckminderventile und Manometer. Krankheitsbedingt schied er in den 1890er-Jahren als Teilhaber aus dem Unternehmen aus, blieb ihm jedoch bis kurz vor seinem Tod als technischer Mitarbeiter erhalten.
Philipp Hermann Rosenkranz trat 1864 dem Verein Deutscher Ingenieure (VDI) und dem Magdeburger Bezirksverein des VDI bei. Seit 1870, dem Gründungsjahr des Hannoverschen Bezirksverein des VDI, gehörte er diesem an. 1878 saß er dem Hannoverschen Bezirksverein, der ihn später zum Ehrenmitglied ernannte, vor. Rosenkranz gehörte auch zu den Gründern des Dampfkessel-Überwachungsvereins zu Hannover und war in dessen Anfangsjahren Vorstandsmitglied.
Philipp Hermann Rosenkranz war seit 1864 verheiratet. Das Ehepaar hatte einen Sohn, der in jungen Jahren starb, und eine Tochter. Seine Ehefrau überlebte ihn.